# Erion Sadiku
Erion Sadiku, född 23 januari 2002, är en svensk fotbollsspelare som spelar för Genoa.

## Karriär
Sadiku började spela fotboll i Varbergs BoIS. I oktober 2017 skrev han på ett treårskontrakt med A-laget. Sadiku gjorde sin Superettan-debut den 19 juni 2018 i en 3–3-match mot Helsingborgs IF, där han blev inbytt på övertid mot Adama Fofana.
Den 1 februari 2021 värvades Sadiku av italienska Genoa, där han skrev på ett kontrakt fram till sommaren 2023. Sadiku inledde sin sejour i klubbens U19-lag.